# Radim Cepek
Radim Cepek (* 6. prosince 1975 Havířov) je bývalý florbalový útočník, kapitán reprezentace a trenér, trojnásobný mistr Česka, vicemistr Švýcarska, vicemistr světa z roku 2004 a jeden z nejlepších českých a světových florbalistů. V nejvyšších florbalových soutěžích Česka, Švédska a Švýcarska hrál dvacet sezón mezi roky 1993 až 2013.
Jako první Čech byl v roce 2021 uveden do mezinárodní florbalové Síně slávy.

## Klubová kariéra

### Česko a Švédsko
Cepek od pěti let hrál lední hokej. K florbalu se dostal až na střední škole. V roce 1993 spoluzaložil klub Dream Team Ostrava (později FBC Ostrava), za který hrál v historicky prvních třech ročnících nejvyšší mužské florbalové soutěže. Ve všech třech získal s týmem titul vicemistra. Z toho v sezónách 1994/1995 a 1995/1996 Cepek zároveň skončil na druhém místě kanadského bodování.
Na další dvě sezóny přestoupil do pražského týmu Tatran Střešovice, se kterým v sezóně 1996/1997 získal nejdříve titul vicemistra a v další sezóně i svůj první mistrovský titul. Pak následovalo první zahraniční angažmá ve druholigovém švédském týmu IBF Tranås. Bylo to první působení českého hráče ve švédském florbale. Na sezónu 1999/2000 se vrátil do Tatranu, se kterým získal další titul vicemistra. Na část sezóny 2000/2001 nastoupil za tým Växjö IBK, který předešlou sezónu postoupil do švédské superligy. Cepek se tak stal prvním českým florbalistou, který nastoupil do švédské nejvyšší soutěže. Zbytek sezóny 2000/2001 a sezónu 2001/2002 hrál za Tatran, se kterým získal své další dva mistrovské tituly. Zároveň byl trenérem ženského týmu.

### Švýcarsko
Od sezóny 2002/2003 hrál ve Švýcarsku. První čtyři ročníky působil v týmu HC Rychenberg Winterthur v National League A. Od druhé sezóny měl i roli asistenta trenéra a v roce 2005 hrál v klubu krátce s Pavlem Kožušníkem. V sezóně 2006/2007 působil jako hráč a trenér v týmu UHC Dietlikon ve třetí lize. V další sezóně přestoupil do druholigového UHC Waldkirch-St. Gallen, se kterým, opět v roli hráče i trenéra, postoupil do nejvyšší soutěže.
Na další dva ročníky se vrátil do Winterthuru, kam nastoupil i Vojtěch Skalík. V sezóně 2009/2010 dotáhl svůj tým jako hráč i trenér k titulu vicemistra NLA. Poslední neúplný ročník ve Švýcarsku odehrál za Grasshopper Club Zürich, kde v té době působil Aleš Jakůbek.

### Chodov
Na konci roku 2010 se vrátil do Česka a nastoupil jako hrající trenér do týmu TJ JM Chodov. Za Chodov v té době hrála i jeho tehdejší manželka Magdalena Cepek Žižková. Cepek za Chodov hrál až do sezóny 2012/2013, ve které získal jako hrající trenér titul vicemistra. Po finálovém zápase ukončil svou vrcholovou hráčskou kariéru. V klubu dál působil v roli hlavního trenéra, trenéra juniorů a v sezóně 2015/2016 jako asistent trenéra mužů Davida Podhráského.

### Trenér
V sezóně 2016/2017 trénoval prvoligový tým FBC Start98 a do několika zápasů nastoupil i jako hráč.
V roce 2017 se stal trenérem juniorů ve švýcarském Zug United. V roce 2025 se vrátil do Česka a stal se trenérem a garantem sportovní koncepce ve společném projektu klubů Sokoli Pardubice a Black Angels.

## Reprezentační kariéra
Cepek reprezentoval Česko na obou mistrovstvích Evropy a prvních sedmi mistrovstvích světa v letech 1996 až 2008. Na mistrovstvích v letech 2000 a 2002 byl nejproduktivnějším českým hráčem. Na dalším mistrovství v roce 2004, kde byl druhý za Pavlem Kožušníkem, získal s reprezentací první český titul vicemistra, ke kterému přispěl mimo jiné gólem v prvním českém vítězném semifinále. Na šampionátu v roce 2008 byl kapitánem národního týmu. Na soupisku na mistrovství v roce 2010 nebyl překvapivě zařazen. Přesto má se sedmi starty na mistrovstvích nejvyšší počet účastí z hráčů v poli. V tomto ohledu ho v roce 2024 dorovnal Matěj Jendrišák. Před nimi je jen brankář Tomáš Kafka. Mimo to Cepek držel rekord v kanadském bodování i v počtu gólů v reprezentaci a za Tomášem Sladkým druhé místo v celkovém počtu odehraných zápasů. Všechny tyto statistiky překonal v roce 2024 Jendřišák.
V roce 2013 Cepek nahradil Tomáše Trnavského na postu trenéra české reprezentace. Pod jeho vedením Češi na Euro Floorball Tour v dubnu 2014 poprvé porazili švédský výběr a na turnaji zvítězili. Na následujícím mistrovství světa získali bronzovou medaili. V roce 2017 ho v trenérské roli vystřídal Petri Kettunen.
| Umístění         | Soutěž                                       |
| ---------------- | -------------------------------------------- |
| 6.               | Mistrovství Evropy ve florbale 1994          |
| 5.               | Mistrovství Evropy ve florbale 1995          |
| 4.               | Mistrovství světa ve florbale 1996           |
| 6.               | Mistrovství světa ve florbale 1998           |
| 6.               | Mistrovství světa ve florbale 2000           |
| 4.               | Mistrovství světa ve florbale 2002           |
| Stříbrná medaile | Mistrovství světa ve florbale 2004           |
| 4.               | Mistrovství světa ve florbale 2006           |
| 4.               | Mistrovství světa ve florbale 2008 (kapitán) |
| Bronzová medaile | Mistrovství světa ve florbale 2014 (trenér)  |
| 4.               | Mistrovství světa ve florbale 2016 (trenér)  |

## Ocenění
Cepek byl vyhlášen českým florbalistou roku v prvních třech ročnících, kdy bylo ocenění uděleno, tedy v letech 2001 až 2003. V roce 2010 byl v Anketě Innebandymagazinet vyhlášen pátým nejlepším hráčem světa. V tomto žebříčku se na nižších pozicích umístil i v letech 2005 a 2006. Ve Švýcarsku byl v sezóně 2009/2010 zvolen nejlepším trenérem roku.
Jako první Čech byl v roce 2021 během mistrovství světa mužů uveden do mezinárodní florbalové Síně slávy.